# رژه

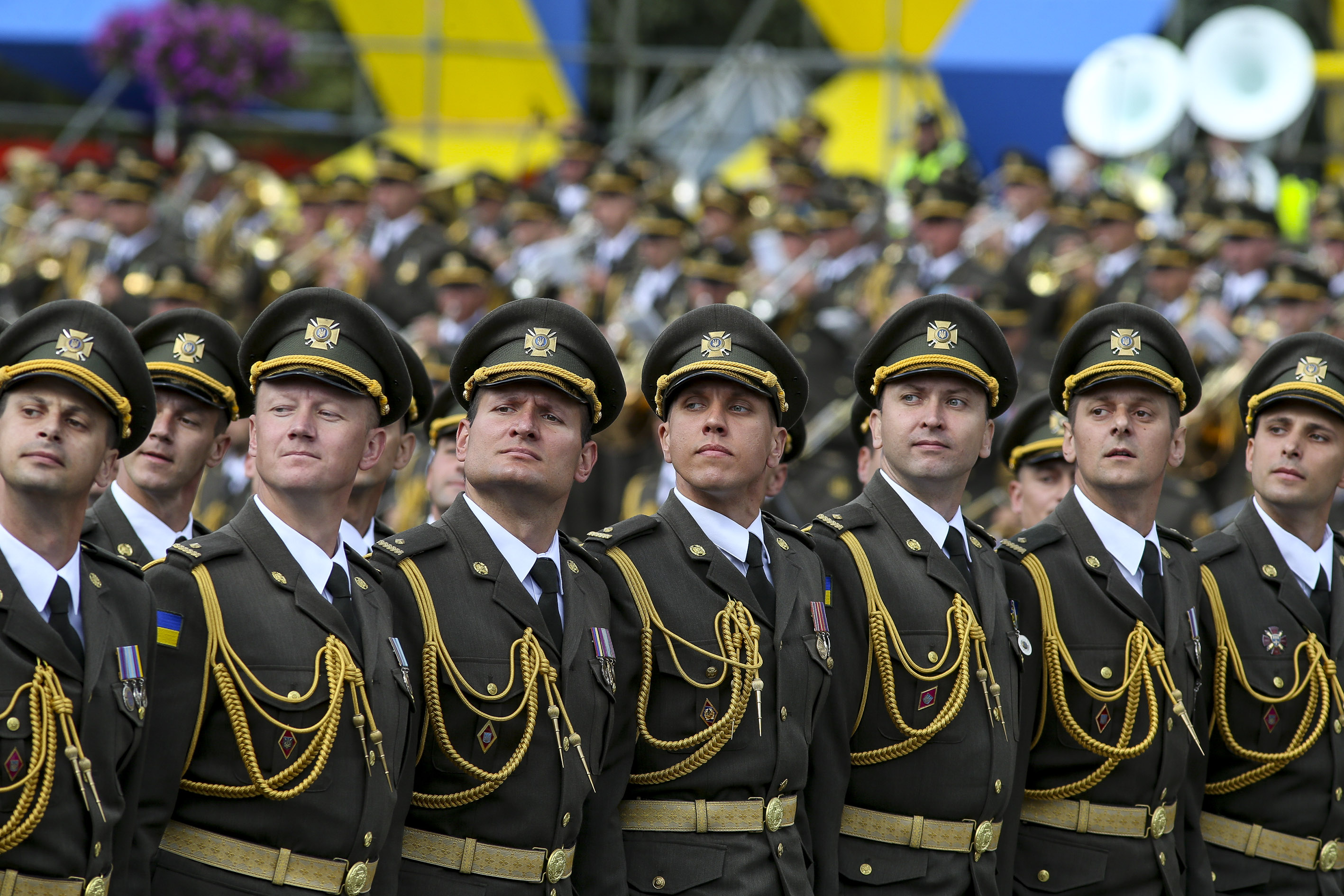
رژه نظامی روز استقلال اوکراین در کیف

رِژِه صفوف منظمی از افراد است که معمولاً در امتداد یک خیابان یا جاده با لباس‌هایی خاص انجام می‌گیرد. رژه دلایل زیادی دارد اما اغلب اوقات نوعی جشن است.
معنای کلمه رژه در فرهنگ لغت نظامی راه رفتن با ژست هماهنگ می‌باشد .
رژه های نظامی ارشد ترین فرد نظامی جلو تر از همه افراد یگان و سپس به ترتیب درجه و ترتیب قد پشت سر آن به خط میشوند و با شمشیر نظامی به نفرات خود فرمان میدهد که در چه زمانی چه حرکتی را انجام بدهند.

## انواع

### رژه نظامی
رژه نظامی یکی از شایع‌ترین انواع رژه است که در آن سربازان در ملاء عام راهپیمایی می‌کنند. معمولاً در رژه نظامی سربازان توسط تانک و سایر وسایل نقلیه نظامی همراهی می‌شوند. رژه‌های نظامی اغلب پس از جنگ یا پیروزی در جنگ برگزار می‌شود. در ایالات متحده، رژه‌های نظامی در روز جانباز و روز استقلال برگزار می‌شوند.

### رژه فرهنگی

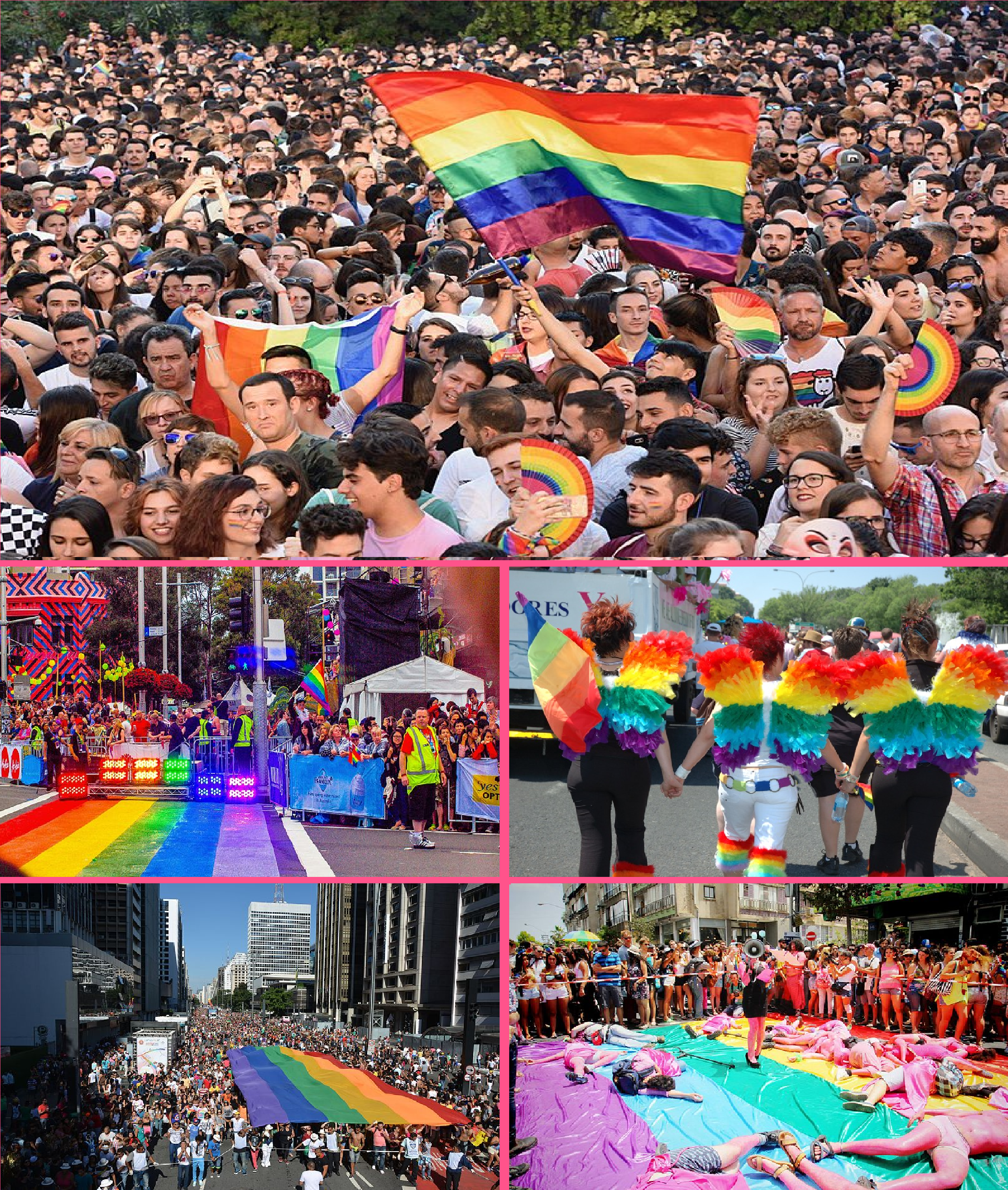
رژه افتخار امروزه به یک رژه بین المللی تبدیل شده است.

در سده بیستم بسیاری از رژه‌های فرهنگی پدیدار شدند. یکی از مهمترین و قابل ملاحظه‌ترین رژه‌ها در طول تاریخ انسان، رژه افتخار است که در کشورهای اروپایی؛ بسیار دیده می‌شوند.

## طولانی‌ترین رژه
طولانی‌ترین رژه در جهان هر ساله در هانوفر، آلمان برگزار می‌شود. این رژه ۱۲ کیلومتر طول دارد و با بیش از ۱۲٬۰۰۰ شرکت‌کننده از سراسر جهان همراه است.

## رسوم مرتبط با رژه
- روز آنزاک - استرالیا و نیوزیلند
- روز کانادا
- کارناوال
- کریسمس
- عید پاک
- روز کارگر (آمریکا)
- ماردی گرا
- روز یادبود
- سوون (جشن) (ایرلند)
- انقلابین
- روز شکرگزاری (آمریکا)
- روز سنت پاتریک
- ۳۱ شهریور(ایران)
- هفت آذر

## نگارخانه

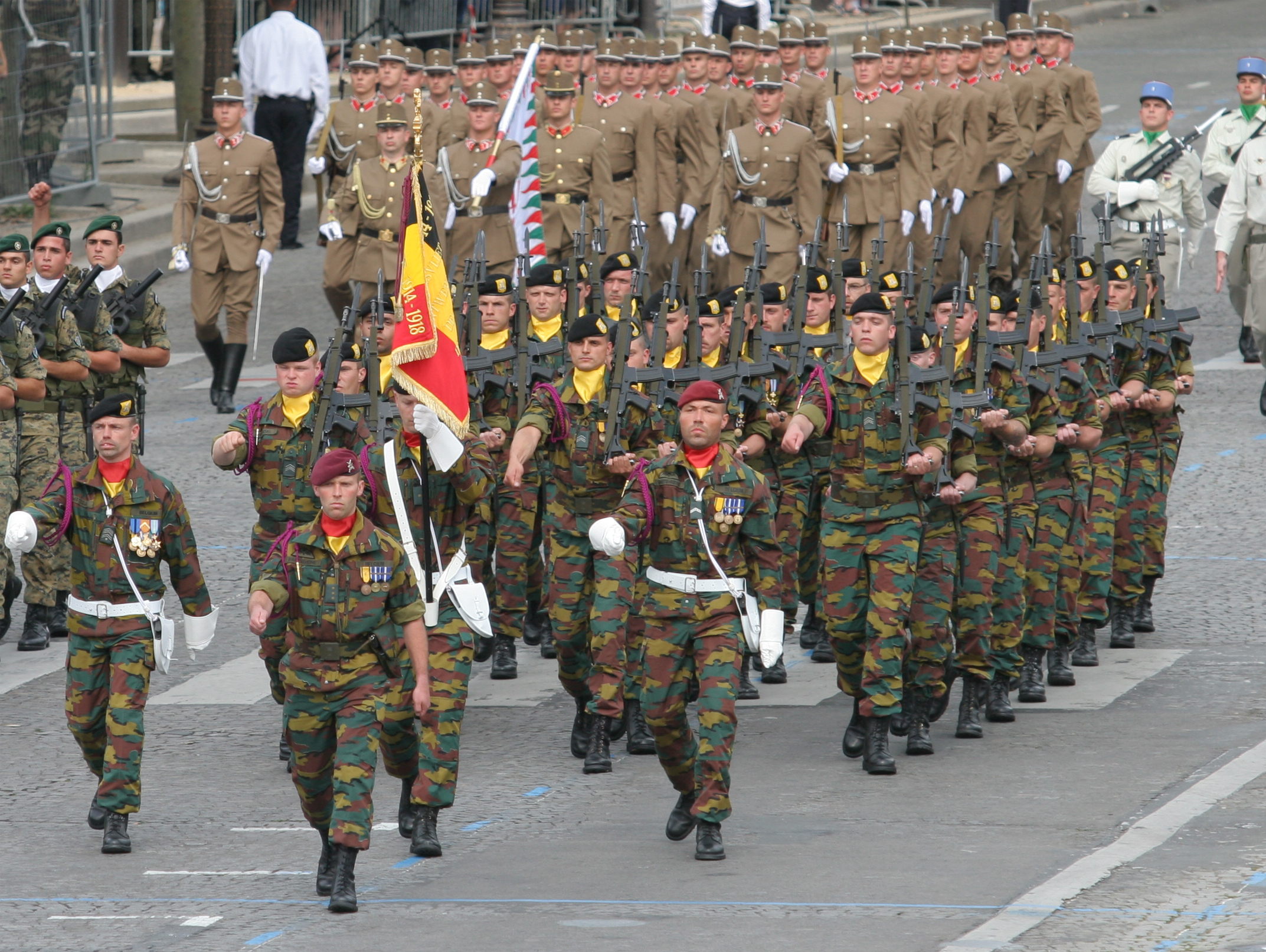
رژه واحدهای رزمی پیاده‌نظام در روز ملی فرانسه. هرساله در تاریخ ۱۴ ژوئیه مراسم رژه نظامی باشکوهی به مناسبت روز ملی فرانسه[۲] در خیابان شانزه‌لیزه پاریس برگزار می‌شود.
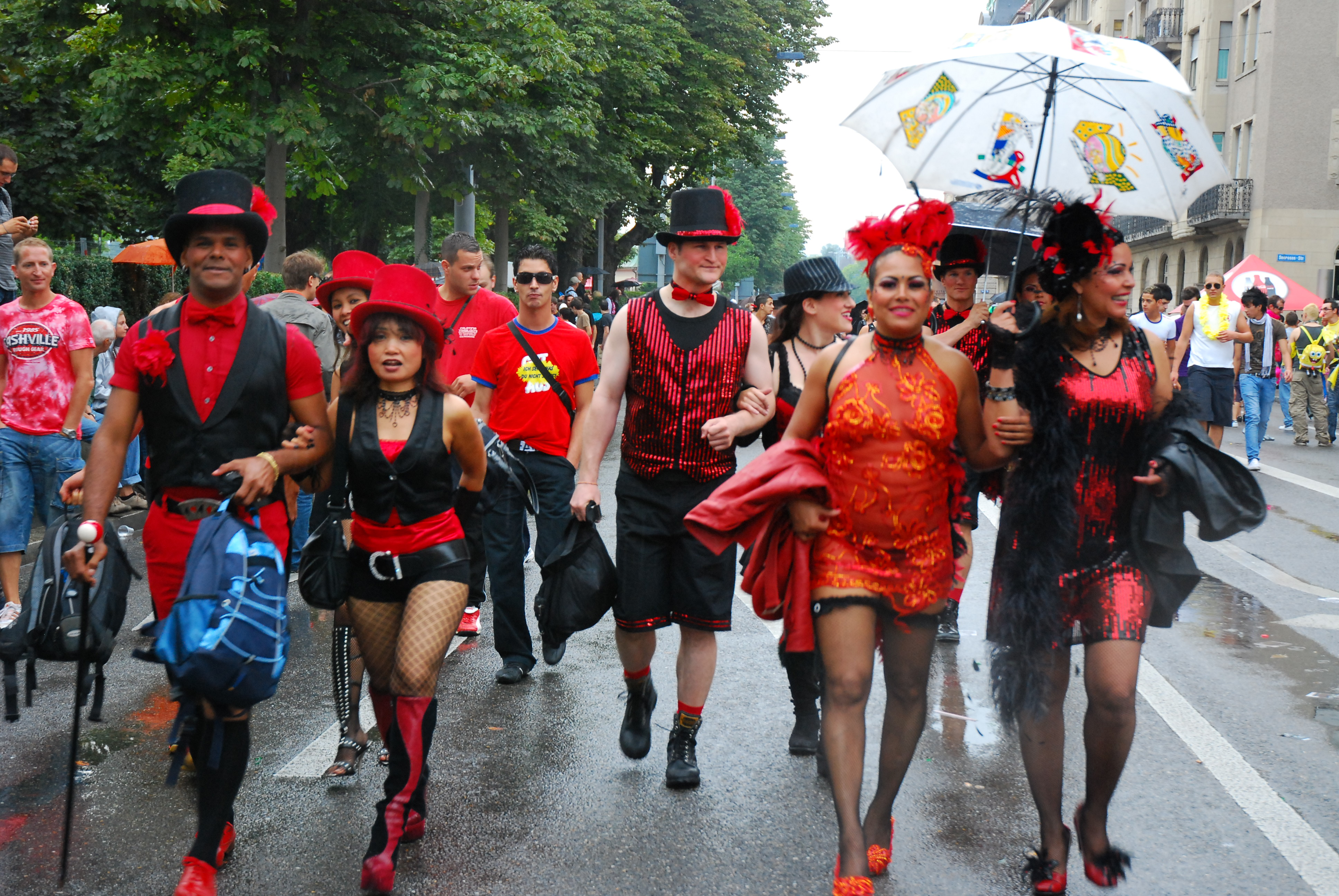
رژه فرهنگی زوریخ
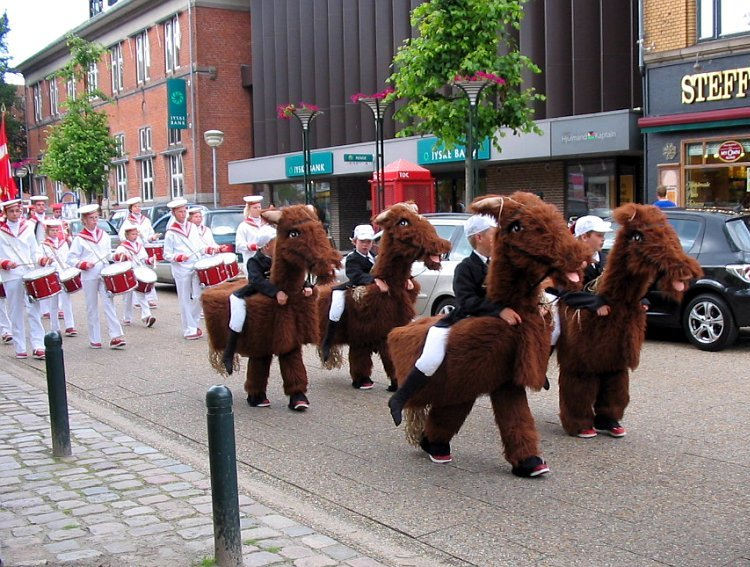
رژه فرهنگی دانمارک